# 華碩ZenFone Go (ZB551KL)
ASUS ZenFone Go / ZenFone Go TV (ZB551KL)是由華碩设计、开发和销售的Android入門智慧型手機。

## 規格

### 數位電視接收功能（僅ZenFone Go TV支援）
ZenFone Go TV內建Sony SMT-EW100數位電視調諧器模組，不需要網路即可接收DVB-T、DVB-T2、ISDB-T規格的數位無線電視訊號。

### 軟體
使用Android 5.1作業系統，並且搭配上華碩自家客製化使用者介面ZenUI。